# Lérotin commun
Dryomys nitedula
Espèce
Statut de conservation UICN

 LC  : Préoccupation mineure
Le Lérotin commun (Dryomys nitedula) est un petit rongeur d'Eurasie. Il vit dans des forêts de plaine ou de montagne. ils se nourrit de fruits, de graines, d'insectes, d'œufs et d'oisillons. Contrairement aux loirs et aux lérots, il ne fait pas de réserves.

## Description
Le lérotin commun possède une queue touffue. Un bandeau de poil noir s’étendant jusque
sous l’oreille, qu'il a petite et ronde. Il est plus petit que ses cousins d'Europe, les loirs et les lérots.